# NIGHT TRIPPER
「NIGHT TRIPPER」（ナイト・トリッパー）は1990年7月4日に発売された甲斐よしひろの8thシングル。

## 概要
オリジナル・アルバム『エゴイスト』からのシングルカットで、日本電装企業CF曲に使用された。
3曲目はアルバム未収録のライブ・バージョン。

## 収録曲
- 全作詞・作曲：甲斐よしひろ

1. NIGHT TRIPPER
2. TWO MOON JUNCTION （NIGHT TRIPPER REPRISE） （フルバージョン）
3. ミッドナイト・プラスワン （LIVE）〜1990.3.28新宿日清パワーステーションにて収録